# Terapia di riorientamento nella realtà
La terapia di riorientamento nella realtà (ROT, dall'inglese Reality Orientation Therapy) è una tecnica utilizzata nel trattamento di demenze presenili (ad esempio la malattia di Alzheimer) e senili.
Si colloca tra le tecniche di riabilitazione neuropsicologica che intervengono sulla sfera cognitiva, allo scopo di colmarne i deficit. Essa consiste nella presentazione strutturata di informazioni in ordine al luogo, al tempo od alla persona, al fine di facilitare nel soggetto la costruzione di rappresentazioni cognitive coerenti, la comprensione del contesto che lo circonda e del ruolo che egli vi ricopre. 
Diversi studi evidence-based ne hanno dimostrato un'efficacia significativa nel migliorare le abilità cognitive.